# Richard Sandrak
Richard Sandrak (Oekraïens: Річард Сандрак) (Loehansk, 15 april 1992), ook bekend als Little Hercules, is een van Oekraïne afkomstig Amerikaans bodybuilder, vechtkunstenaar en acteur.
Sandrak is vooral bekend geworden door zijn gespierde uiterlijk als kind, waarbij hij op 8-jarige leeftijd al de kracht had van een gemiddelde volwassen man. Op de leeftijd van 2 verhuisde hij met zijn ouders naar de Verenigde Staten en begonnen de ouders (een voormalige karatekampioen en een aerobicslerares) al met hem martial arts training en lichte gewichttraining te geven, wat zich uitbreidde tot zwaardere training. Op 6-jarige leeftijd werd Sandrak al vergeleken met Arnold Schwarzenegger, maar dan in een mini-uitvoering en kon hij 180 lb (ongeveer 82 kg) bankdrukken, waardoor zijn ouders hem de titel 'Sterkste jongetje ter wereld' toekenden en hij al snel als zodanig bekend werd.
Al snel verscheen hij in tijdschriften, werd hij uitgenodigd bij televisieshows en als speciale gast bij bodybuildingwedstrijden en later kreeg hij een hoofdrol in de film Little Hercules. Als klein kind had Sandrak geen leven als een gemiddeld kind en speelde niet met vriendjes, at geen snoep (volgde een strikt dieet) en was zodoende geïsoleerd van de buitenwereld. Hij zegt hier zelf voor gekozen te hebben en er geen spijt van te hebben. Na een breuk in de relatie tussen de ouders, bleef hij bij zijn moeder wonen en kon hij door het ontbreken van zijn vader een normaler leven leiden als gewone tiener, ondanks dat hij beweerde zelf voor zijn leefstijl gekozen te hebben in de jaren daarvoor. In 2010, op 18-jarige leeftijd, traint hij nog regelmatig, maar niet meer dan een paar uur per dag, zo'n 4x per week en leeft hij een 'normaal' leven, met uitzondering van zijn leven als acteur.